# История Московской области
Московская область была образована 1 октября 1929 года постановлением Президиума ВЦИК от 14 января 1929 года. В состав области включались территории Московской, Тверской, Тульской и Рязанской губерний. Ядром области становилась Московская губерния, образованная в 1708 году.
Первоначально новый регион планировалось назвать Центрально-промышленная область, однако постановлением Президиума ВЦИК от 3 июня 1929 года название будущей области было изменено на Московскую.

## Предыстория

### Доистория

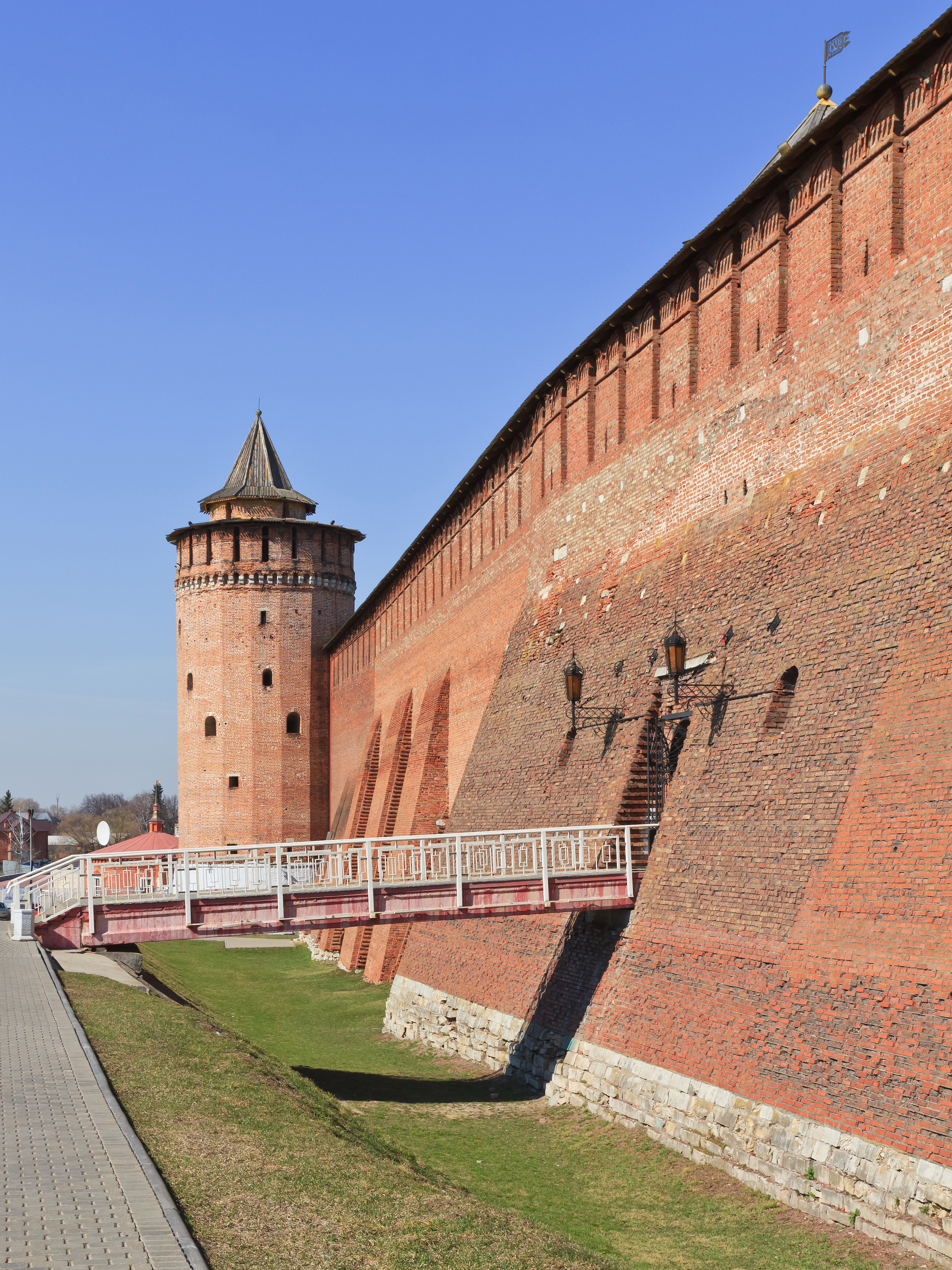
Коломенский кремль — одно из крупнейших фортификационных сооружений на территории Московской области

Территория современной Московской области была населена уже ок. 20 тыс. л. н., о чём свидетельствуют находки каменных отщепов и пластин в окрестностях Москвы. Самый ранний этап на Зарайской стоянке имеет возраст 22—23 тыс. л. н. Сходненская черепная крышка (около 16—10 тыс. л. н.), найденная в 1936 году под Москвой на берегу реки Сходни, принадлежала человеку современного типа с рядом неандерталоидных особенностей.
На стоянке Минино 2 близ деревни Минино на Заболотском торфянике выявлены слои финально-палеолитической рессетинской и мезолитической бутовской культур.
Слои стоянки Замостье 2 первого этапа развития ранненеолитической верхневолжской культуры датируется возрастом 6850 — 6200 лет назад.
По селу Льялово в верховьях Клязьмы получила название льяловская культура — субнеолитическая археологическая культура 4 тыс. до н. э., локальный вариант культуры ямочно-гребенчатой керамики.
В пределах Московской области имеются протоволосовские (Подмоклово) и волосовские (Лужки, Пирютино) поселения.
В пределах Московской области известны могильники индоевропейцев фатьяновской культуры эпохи бронзы (Николо-Перевоз-I, Кузьминский, Сущевский, Протасовский могильники, некрополь в д. Борзые). У представителя фатьяновской культуры HAN004 (2835—2471 лет до н. э.) из деревни Ханево определена распространённая в Центральной и Южной Азии Y-хромосомная гаплогруппа R1a1a1b2-Z93 и митохондриальная гаплогруппа H6a1a.
Известны многочисленные городища дьяковской культуры железного века (см. Щербинское городище).

### История до XVIII века
Широко распространены курганы X—XII веков. До IX—X веков территорию бассейна реки Москвы и прилегающие земли населяли в основном финно-угорские народы меря и мещера, а также балтская голядь. Славяне начали проникать на эту территорию из Приднепровья с IV—VI веков, активное освоение этих земель славянами началось лишь в X веке (см. Одинцовские курганы, Акатовская курганная группа). Население занималось охотой, бортничеством, рыболовством, земледелием и скотоводством.
В середине XII века земли нынешней Московской области вошли в состав Владимиро-Суздальского княжества. К этому же времени относится основание первых городов на этой территории (Волоколамск, 1135; Москва, 1147; Звенигород, 1152; Дмитров, 1154).
Свири́льск (1177) входил в состав Черниговского княжества. Коломна впервые упоминается под 1177 (6685) годом в Лаврентьевской летописи, известной по списку 1377 года, как пограничный пост Рязанского княжества. В городах сосредотачивались ремесло и торговля, они становились опорными пунктами княжеской власти.
В Ростиславле-Рязанском обнаружены эпиграфические памятники — обломок белокаменного креста домонгольской эпохи с надписью, упоминающей человека по имени Комлята и горшок с надписью, прочерченной древнерусским гончаром книжным кириллическим шрифтом по ещё сырой поверхности: «[д]ал гороноц Юрию, а кто возме а да и…». По данными палеографии и археологии надпись на горшке датируется не позже первой половины XIII века.
В первой половине XIII века вся Владимиро-Суздальская земля, в том числе и подмосковные земли, была завоёвана монголо-татарами; во время татаро-монгольского ига подмосковные территории неоднократно подвергались разграблению. Из удельных княжеств Владимиро-Суздальской земли в годы татаро-монгольского ига наиболее возвысилось московское; оно явилось центром объединения русских земель в XIV—XVI веках и оплотом борьбы с монголо-татарским игом. 
Необходимо отметить, что территории нынешних южных (заокских) районов Московской области входили в состав Рязанского княжества, окончательно присоединённого к Москве лишь в 1520 году. Территорию Московского княжества защищали города-крепости. Крупнейший из подмосковных кремлей был построен в Коломне. В 1380 году из Коломны повёл свои войска навстречу татаро-монголам князь Дмитрий Иванович Донской и затем одержал победу на Куликовом поле. Защиту княжества на южных рубежах осуществляли также крепости в Зарайске и Серпухове; крепости в Верее и Можайске были призваны принимать удары поляков и литовцев с запада (в 1600 году близ Можайска по приказу Бориса Годунова была возведена также крепость Борисов Городок, до наших дней не дошедшая). Города сохраняли оборонительную функцию вплоть до XVIII века. Значительна была оборонительная роль подмосковных монастырей — Иосифо-Волоцкого под Волоколамском, Саввино-Сторожевского в Звенигороде, Троице-Сергиева монастыря. История Подмосковья неразрывно связана с военными событиями Смутного времени — Троицкой осадой, первым и вторым ополчениями.
В XV—XVI веках на московских землях процветала торговля, продолжалось развитие земледелия — в частности, распространился трёхпольный севооборот. Возросло и значение феодального, помещичьего землевладения, получило развитие барщинное хозяйство. Происходил рост неземледельческих занятий. Москва становилась центром формировавшегося всероссийского рынка. В городах развивалось ремесло (например, в Серпухове — металлообработка и кожевенное производство, в Коломне — кирпичное производство).

### В Российской империи и СССР

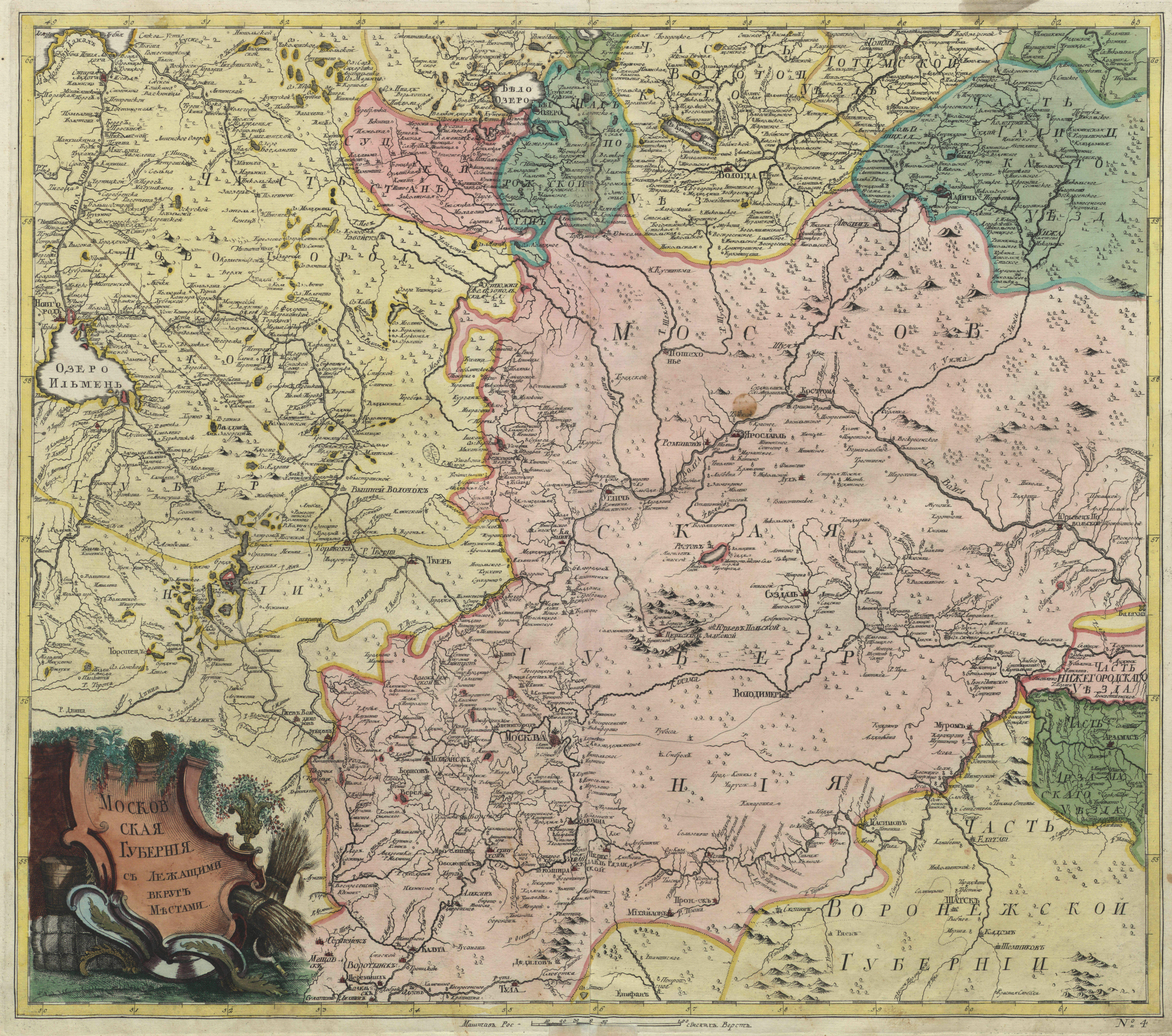
Карта Московской губернии и частей соседних провинций из первого официального атласа Российской империи (1745)

В 1708 году по указу Петра I учреждена Московская губерния, куда вошла бо́льшая часть территории нынешней Московской области. С переносом столицы из Москвы в Санкт-Петербург значение Подмосковья как хозяйственного центра начало падать, в XVIII веке определяющую роль экономике стала играть лёгкая, преимущественно текстильная промышленность. В XVIII веке в Москве и городах Подмосковья развивается мануфактурная, а затем и фабричная промышленность. В частности, в XVIII веке в Московской губернии получили развитие шёлковое и хлопчатобумажное производство; строились отделочные, красильно-прядильные, прядильные фабрики. Большое значение приобрели и кустарные промыслы (например, керамический в Гжели; крупными центрами кустарных промыслов были сёла Щёлково, Зуево). С первой половины XIX века в Гжели на базе местного керамического промысла сформировалось крупное фарфорно-фаянсовое производство; в 1830-х годах в Московской губернии открылся ещё один крупный фарфоровый завод — в Дулёве. В развитии торговли значительную роль сыграли водные пути — так, важной торговой артерией являлась Ока, крупный товарооборот имели порты Серпухов и Коломна. Развитию торговых связей с Балтикой способствовало строительство Вышневолоцкой водной системы. География торговых связей, характерная для XVIII века, сохранилась и в следующем столетии, — роль центра принадлежала Москве. В 1766 году с целью установления точных границ землевладений в Московской губернии было начато генеральное межевание; во второй половине XVIII века у подмосковных городов появились первые генеральные планы, положившие начало регулярной планировке. В 1781 году произошли существенные изменения в административном делении Московской губернии: из прежней территории губернии были выделены Владимирское, Рязанское и Костромское наместничества, а оставшаяся территория была разделена на 15 уездов. Эта схема просуществовала, не претерпевая крупных изменений, до 1929 года.

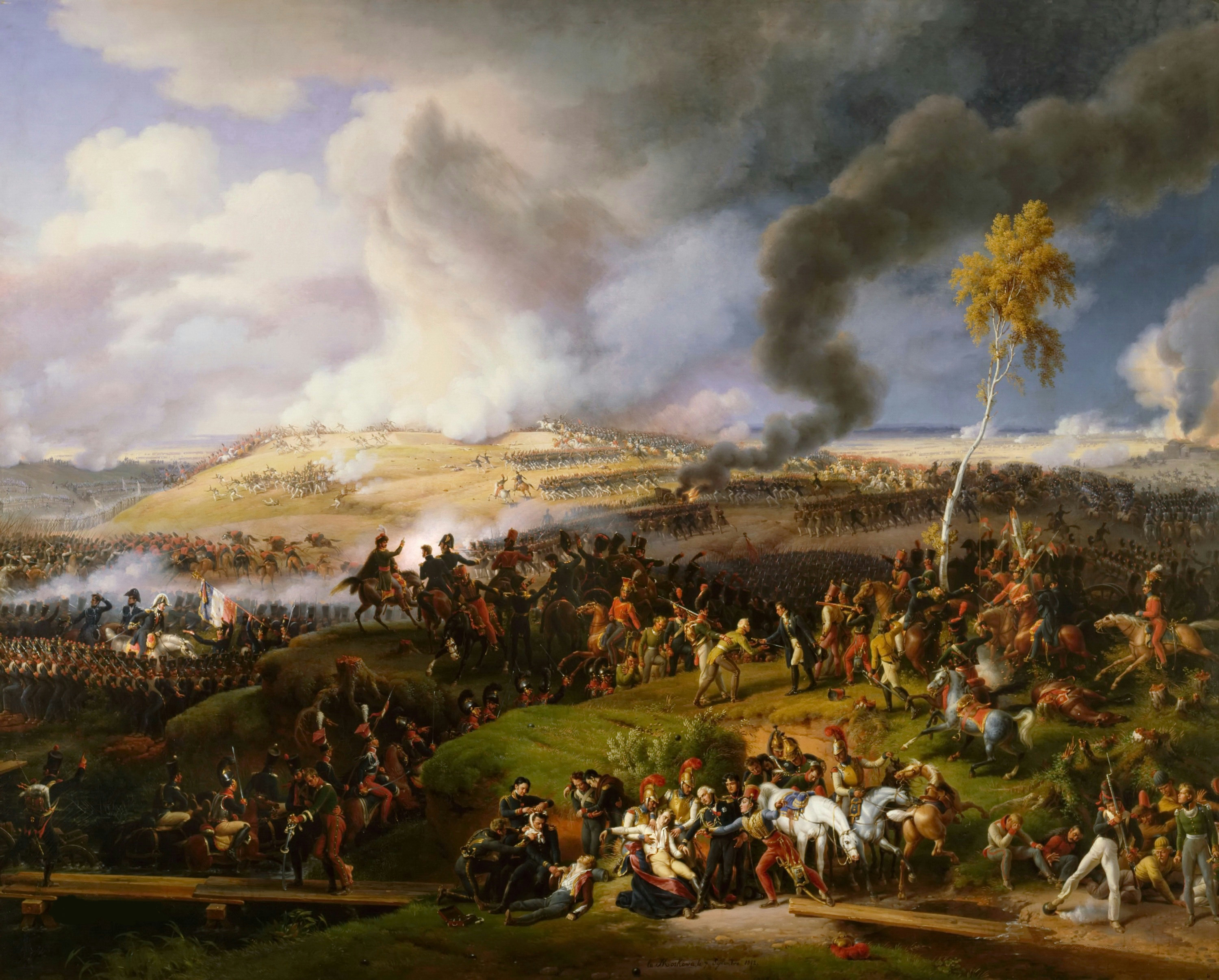
Бородинская битва

На территории Московской губернии произошли многие важные события Отечественной войны 1812 года. 7 сентября на Бородинском поле под Можайском состоялось одна из крупнейших битв войны — Бородинское сражение. 14—18 сентября русской армией под командованием М. И. Кутузова после оставления Москвы был предпринят знаменитый марш-манёвр; выйдя из Москвы по Рязанской дороге, за Боровским перевозом армия перешла Москву-реку и вышла на старую Калужскую дорогу, перекрыв наполеоновской армии путь в южные хлебородные районы страны. В покинутой жителями Москве шесть суток бушевал пожар — захватчики не получили ни крова, ни продовольствия и после отступления из Москвы, понеся большие потери в сражении при Малоярославце, вышли через Боровск и Верею на старую Смоленскую дорогу.
Во второй половине XIX века, в особенности после крестьянской реформы 1861 года, Московская губерния пережила сильный экономический подъём. К этому времени относится формирование железнодорожной сети. В 1851 на территории губернии появилась первая железнодорожная линия, соединившая Москву и Санкт-Петербург; в 1862 было открыто движение по линии на Нижний Новгород, в 1863 году началось движения до Сергиева Посада, в 1866 году была введена в действия дорога Москва — Рязань, в 1866-68 годах была построена железная дорога из Москвы до Курска, в 1872 году была открыта железная дорога из Москвы через Смоленск на Варшаву. Второй этап интенсивного железнодорожного строительства пришёлся на 1890-е — 1900-е годы — тогда были построены линии на Ржев, Савёлово, Павелец, Брянск. Наконец, накануне Первой мировой войны был введён в эксплуатацию 11-й луч Московского узла, Люберцы — Арзамас. Населённые пункты, оказавшиеся вблизи железных дорог, получили мощный стимул для развития, в то время как расположение поселений в стороне от железных дорог нередко способствовало их экономическому угасанию.

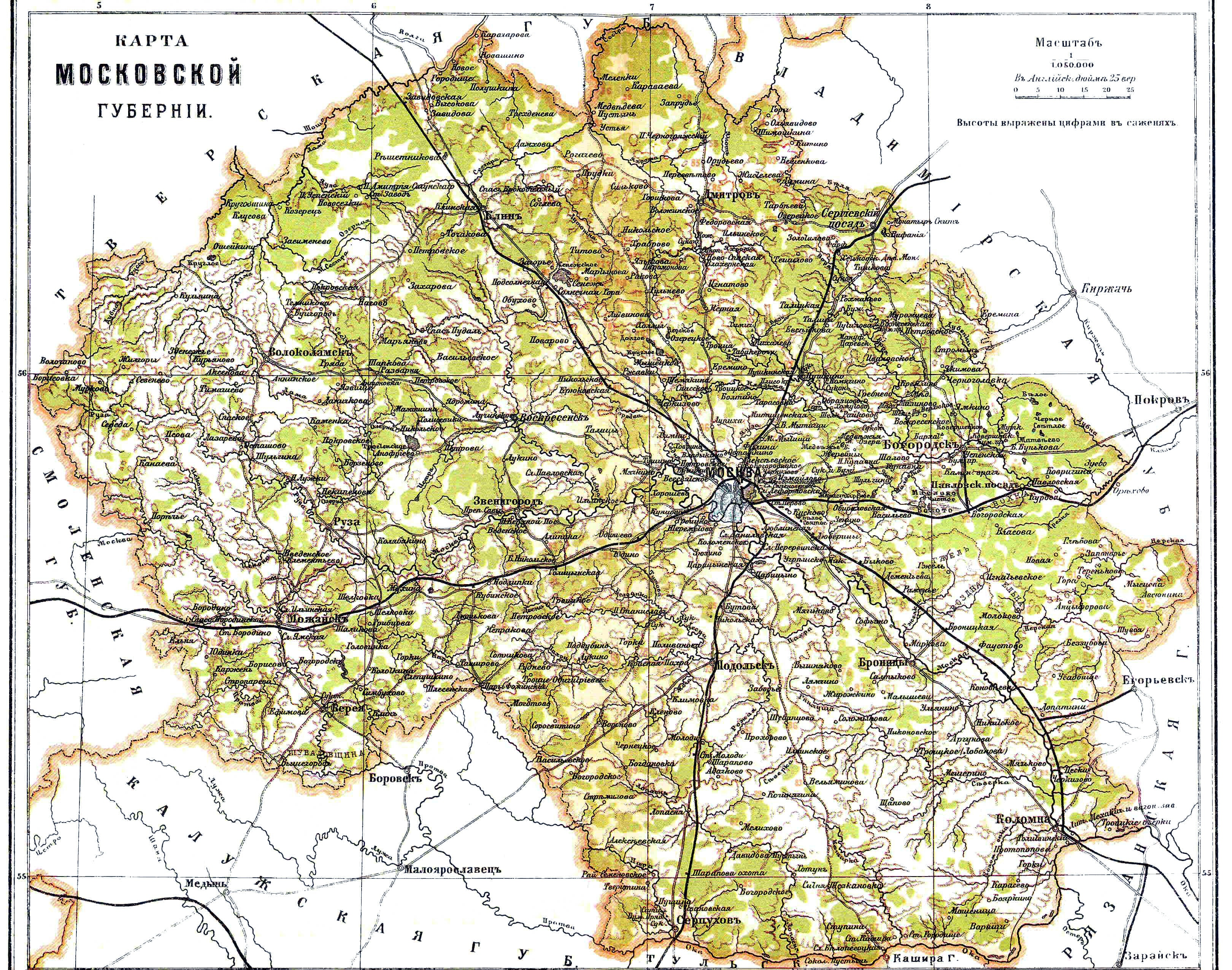
Карта Московской губернии из Энциклопедического словаря Брокгауза и Ефрона

Главной отраслью промышленности губернии во второй половине XIX века продолжала оставаться текстильная. Развитие получило также машиностроение, становлению которого немало способствовало интенсивное железнодорожное строительство. Так, во второй половине XIX века был открыт крупный Коломенский машиностроительный завод, в тот же период начал действовать вагоностроительный завод в Мытищах. В 1883 году был открыт Климовский завод ткацких станков; в Люберцах развернулось производство сельскохозяйственных машин. При этом размеры пашни в Московской губернии сокращались (например, за 1860—1913 годы пахотная площадь уменьшилась на 37 %). Поднялись такие отрасли сельского хозяйства как огородничество, пригородное садоводство, молочное животноводство. Население Подмосковья заметно выросло (и если в 1847 году в губернии проживало 1,13 млн чел, то в 1905 уже 2,65 млн); Москва же накануне Первой Мировой войны была городом с миллионным населением.
7 ноября 1917 года в Московской губернии была установлена советская власть.

Перенос в марте 1918 года столицы из Петрограда в Москву способствовал экономическому подъёму губернии. После Гражданской войны большинство предприятий было восстановлено; отраслевая структура промышленности в целом сохранилась, однако наряду с текстильной развивались трикотажная и швейная промышленность, появлялись предприятия тяжёлой индустрии. Начала развиваться электроэнергетика — в 1922 году дала первый ток Каширская ГРЭС; в 1920-е годы был образован крупный завод «Электросталь». В 1920-е — 1930-е годы в ходе антицерковной деятельности государства были закрыты многие подмосковные церкви, впоследствии культовые сооружения выполняли различные не связанные с первоначальными функции (склады, гаражи, овощехранилища и др.), многие пустовали и разрушались, некоторые культурные памятники были полностью утрачены; восстановление большинства пострадавших храмов было начато лишь в 1990-е годы.

## История

### Советский период
Постановлением СНК СССР «Об образовании на территории СССР административно-территориальных объединений краевого и областного значения» от 14 января 1929 года Московская губерния упразднялась с 1 октября 1929 года. Образовывалась Центрально-промышленная область с центром в городе Москве, в составе, в качестве основного массива, губерний Московской, Тверской, Тульской и Рязанской. Ещё до своего фактического образования, 3 июня 1929 года, Центрально-промышленную область переименовали в Московскую область.
Область делилась на 10 округов: промышленные — Московский, Орехово-Зуевский, Коломенский, Кимрский, Серпуховский, Тульский, Тверской; сельскохозяйственные — Рязанский, Бежецкий и Калужский. Центром области стала Москва. Высшим органом областной партийной организации стал Московский областной комитет КПСС. 30 июля 1930 года округа были упразднены, а образованные в округах районы отошли в прямое подчинение Мособлисполкому. 23 февраля 1931 года постановлением объединённого заседания 2-го Московского областного съезда Советов и пленума Моссовета город Москва был выделен в самостоятельную административно-территориальную единицу. В январе 1935 года была образована Калининская область, из Московской области были переданы в её состав 26 районов. В сентябре 1937 года в ходе разукрупнения из Московской области были выделены Тульская и Рязанская области (77 районов). В 1920-е — 1930-е годы были проведены и другие административные преобразования. Многим поселениям присвоили городской статус, была введена категория посёлков городского типа; новые города и посёлки городского типа формировались в основном близ промышленных предприятий (Красногорск, Долгопрудный, Фрязино, Электросталь и др.).
До конца 1931 года Москва входила в состав Московской области. На 1 октября 1931 года в области имелось 143 района, в состав которых входило 6 238 сельсоветов, 67 городов, в том числе 7 выделенных в отдельные административно-хозяйственные единицы (г. Москва — 2 781 340 жит., 01.01.1931, г. Тула — 191 200 жит., с подчинёнными сельсоветами — 254 210 жит., г. Тверь — 133 072 жит., с подчинёнными сельсоветами — 136 128 жит., г. Орехово-Зуево — 76 683 жит., г. Серпухов — 73 411 жит., г. Бобрики — 14 649 жит., г. Звенигород — 8 016 жит.), 60 рабочих посёлков и 37,1 тыс. сельских населённых пунктов. Население области составляло 11 359 300 чел. (01.01.1931), в том числе 4 376 200 — городское (38,5 %), плотность населения — 71,6 чел/кв.км, площадь — 158 741 кв.км. Национальный состав: русские — 94,9 %, карелы — 1,4 %, евреи — 1,3 %, прочие — 2,4 %. Крупными населёнными пунктами были также:
- г. Калуга — 60 263 жит.
- г. Ногинск — 58 481 жит.
- г. Рязань — 57 186 жит.
- г. Коломна — 47 764 жит.
- г. Вышний Волочек — 37 614 жит.
- г. Егорьевск — 36 606 жит.
- г. Перово — 30 862 жит.
- г. Павловский Посад — 28 508 жит.
- г. Загорск — 23 685 жит.
- г. Мытищи — 23 084 жит.
- г. Лосиноостровск — 23 079 жит.
- г. Кимры — 21 433 жит.

С 1930-х годов началась перестройка отраслевой структуры хозяйства Московской области. Наибольшее развитие получили отрасли тяжёлой промышленности (в первую очередь машиностроение). Возросло значение химической промышленности (например, в Воскресенске были построены крупный завод по производству минеральных удобрений и цементный завод «Гигант»). На востоке области развивалась торфодобыча. В областном центре, Москве, было создано несколько десятков крупных предприятий различного профиля. При этом медленно шло развитие городов, где и до революции промышленность была развита слабо. В 1935 году в рекреационных целях вокруг Москвы был выделен Лесопарковый защитный пояс площадью 35 тыс. га.
В 1941—1942 годах на территории Московской области произошла одна из наиболее значительных военных операций Великой Отечественной войны — Битва за Москву. Она началась в конце-сентября — начале октября 1941 года. Была введена в действие Можайская линия обороны. Проводилась эвакуация промышленных предприятий на восток. С особенной силой бои под Москвой разгорелись с середины октября. 15 октября стало днём известной «московской паники»; в этот день Государственный Комитет обороны СССР принял решение об эвакуации Москвы. 18 октября немецкая армия вошла в Можайск, 19 октября постановлением ГКО в Москве и близлежащих районах было введено осадное положение. Десятки тысяч жителей Подмосковья ушли в ополчение. Наступление врага удалось приостановить. Однако уже в середине ноября генеральное наступление немецких войск продолжилось; бои сопровождались большими потерями с обеих сторон; в эти дни под Волоколамском был совершён боевой подвиг 28 гвардейцев из дивизии генерала Панфилова. 23 ноября немецкой армии удалось овладеть Клином и Солнечногорском, шли бои в районе Крюкова, Яхромы, Красной Поляны. 5-6 декабря Красная Армия перешла в контрнаступление. В течение декабря от фашистских войск было освобождено большинство оккупированных городов Московской области (Солнечногорск, Клин, Истра, Волоколамск и др.). Непосредственную угрозу Москве удалось ликвидировать, линия фронта была отодвинута на 100—250 км от столицы. Военные действия нанесли населению и хозяйству области значительный ущерб. На восстановление хозяйства потребовалось несколько лет. Во время войны пострадали и некоторые культурные памятники (так, существенный урон был нанесен Новоиерусалимскому монастырю, где, в частности, в 1941 году было взорвано наиболее крупное архитектурное сооружение — Воскресенский собор).
Для интенсификации восстановления промышленности Мосбасса 20 декабря 1942 года Указом Президиума Верховного Совета РСФСР город Сталиногорск с его сельской местностью, а также Гремячевский, Донской, Кимовский, Узловский и Серебряно-Прудский районы были переданы из Тульской области в состав Московской области.
В июле 1944 года была образована Калужская область, из Московской области были переданы в её состав Боровский, Высокиничский, Малоярославецкий и Угодско-Заводский районы. В том же году была образована Владимирская область, из Московской области были передан в её состав Петушинский район. В 1946 году в Рязанскую область и в 1957 году в Тульскую область были переданы районы, переведённые из состава этих областей в Московскую область в 1942 году (за исключением Серебряно-Прудского района. Последнее крупное изменение за советское время произошло в 1960 году, когда ряд территорий Московской области отошёл к Москве.
В послевоенные годы продолжилось наращивание экономического потенциала области; усилились связи производства и науки, был основан ряд наукоградов (Дубна, Троицк, Пущино, Черноголовка). Основными отраслями промышленности, активно развивавшимися в послевоенное время, стали химия, машиностроение, точное приборостроение, электроэнергетика. Ведущими отраслями специализации к началу 1980-х годов Московской области являлись обрабатывающая промышленность и наука. Продолжалось развитие транспорта: была создана система магистральных газопроводов и высоковольтных линий электропередачи, осуществлена электрификация магистральных железнодорожных направлений, велось формирование сети магистральных автодорог (одним из крупнейших проектов стало строительство МКАД). Быстро росло население городов; образовалась мощная Московская городская агломерация. Для обеспечения растущего населения агломерации пищевой продукцией в Московской области были построены крупные птицефабрики, животноводческие комплексы; в совхозе Московский в 1969 году был организован один из самых больших в стране тепличных комбинатов.
Ко второй половине 1980-х годов началась перестройка структуры занятости населения — происходило падение занятости в традиционных промышленных секторах экономики, сопровождавшееся ростом занятости в сфере услуг. Сектор услуг был сконцентрирован в ядре агломерации — Москве; как следствие, важным демографическим явлением в Московской области стали маятниковые миграции. Сельская местность постепенно утрачивала свои сельскохозяйственные функции, при этом возрастало её рекреационное значение; постоянное сельское население было вовлечено в маятниковые миграции, значительно выросло временное, сезонное население.

### Российская Федерация

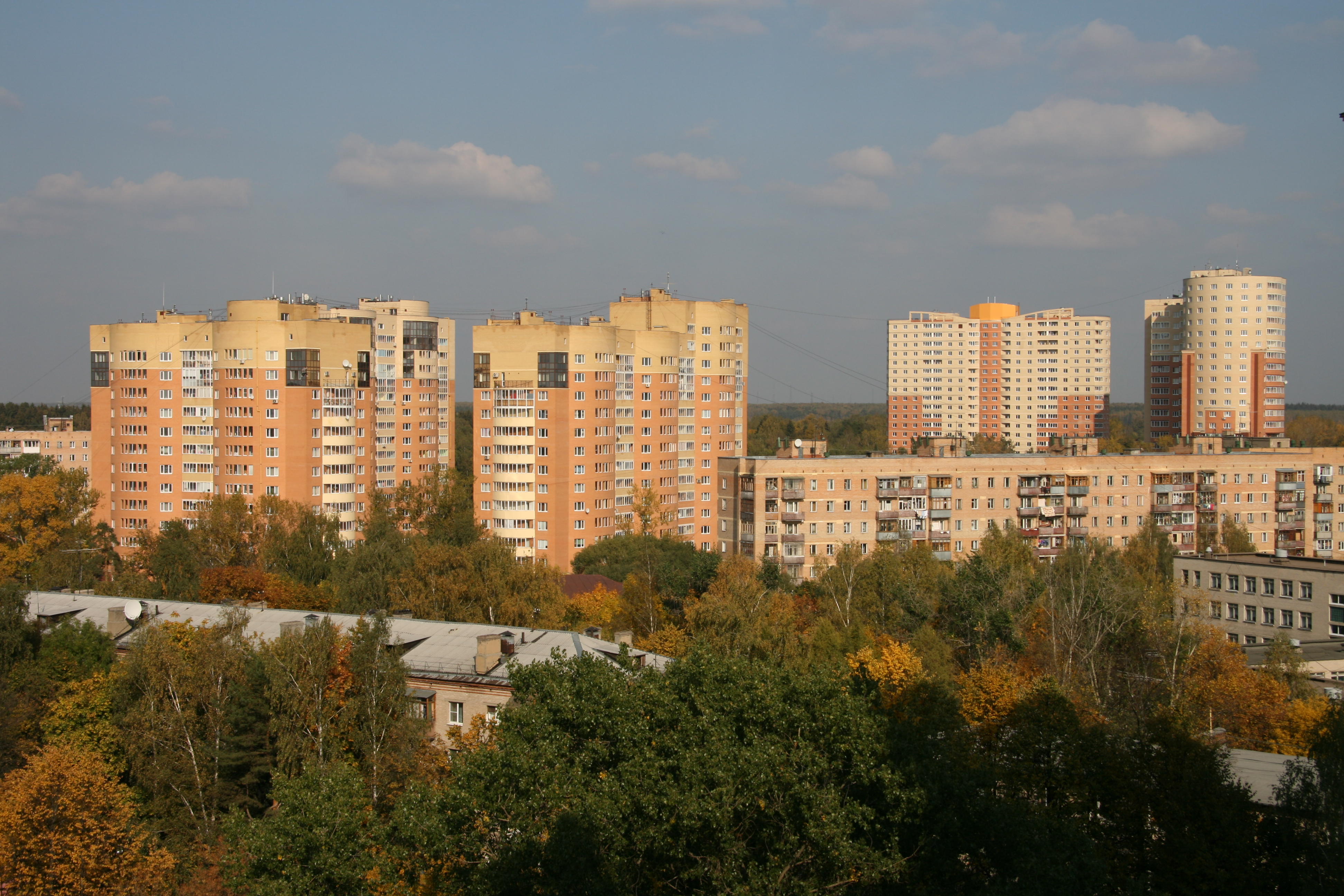
Современная застройка города Пушкино

Согласно Конституции, принятой в 1993, Московская область является субъектом Российской Федерации.
Хозяйство Московской области пережило в 1990-е годы глубокий кризис; в 1996 году объём промышленного производства составил лишь 30 % от объёма 1990 года; численность занятых сократилась почти на 500 тысяч человек; наибольшие потери понесли обрабатывающие отрасли промышленности. В глубоком кризисе оказалась и наука. Изменилась отраслевая структура промышленности: активно развивались пищевая промышленность и строительная индустрия, лёгкая промышленность пришла в упадок, сохраняло ведущие позиции машиностроение. Начавшийся в 1997 году рост экономики был остановлен кризисом 1998 года. Однако с первой половины 2000-х годов началось быстрое восстановление экономики после кризиса, валовой региональный продукт субъекта рос высокими темпами, в 2003 году по уровню ВРП область занимала 4-е место в России. При этом полное восстановление объёма промышленного производства относительно докризисного уровня не произошло (в 2002 году объём составлял лишь 58 % от уровня 1990 года). В 1990-х—2000-х годах в лидеры по объёму промышленного производства выбились районы с развитой пищевой промышленностью (Ступинский, Раменский, Ногинский); в старых машиностроительно-текстильных центрах произошёл спад производства, особенно сильно пострадали от кризиса монофункциональные центры. Наибольшее число таких депрессивных центров расположено на периферии области и на старопромышленном востоке.
К концу 2000-х годов долг областного правительства и компаний области увеличился (и достиг в августе 2008 года 82 %) вследствие неэффективного управления правительством области финансовыми ресурсами — в частности, из-за фактов коррупции, связанных с незаконной передачей земли в частную собственность, и хищения бюджетных средств; на ряд бывших чиновников областного правительства были заведены дела о мошенничестве. Общая сумма ущерба, нанесенного бюджету области, была оценена в 27 млрд рублей. В декабре 2009 года государственный долг Московской области составлял 160 млрд рублей (второе место в России), к началу 2012 года его удалось уменьшить до 106,3 млрд рублей. Другой крупный скандал, но уже с участием чиновников прокуратуры и МВД области, разгорелся в 2011 году; он был связан с получением чиновниками доходов от сети подпольных казино.
С 1990-х годов вследствие автомобилизации населения и маятниковых миграций существенно ухудшилась дорожно-транспортная обстановка в Подмосковье; пробки стали обычным явлением на дорогах области. В эти же годы началась функциональная реструктуризация московской агломерации; некоторые функции «ядра» (потребление, развлечение, производство) начали перемещаться на периферию, в Московскую область. В результате вокруг МКАД на территории Московской области сформировались пояса торгово-развлекательных и логистических комплексов. Новые заводы, ориентированные на рынок Москвы, размещались производителями в Подмосковье. Шло активное развитие сферы услуг, и уже в начале 2000-х годов в некоторых районах сектор услуг давал большую часть валового продукта (например, в Химкинском районе — свыше 90 %). За 10 лет, с 2001 по 2010 годы, Московская область стала одним из наиболее привлекательных для инвесторов регионов России; инвестиции за этот период возросли в 28 раз, иностранные инвестиции в 2011 году составили 2,6 млрд долларов (2-е место в России после Москвы). С конца 1990-х годов в ближайших к Москве городах Московской области начался бум комплексной жилой застройки (показатель ввода жилья на душу населения в 2006 году был выше среднероссийского почти в три раза), по вводу жилых домов с 2004 года область занимает первое место в стране. Некоторые ближайшие к Москве города (как Одинцово, Красногорск, Мытищи) стали фактически спальными районами столицы. Несмотря на большие объёмы нового строительства, изношенность объектов жилищно-коммунального хозяйства оставалась высокой; по официальной оценке, в 2011 году показатель изношенности объектов коммунальной инфраструктуры превышал 50 %, а в некоторых городах и районах превышал 80 %. Другой нерешённой проблемой остаётся по настоящее время сильная изношенность дорожной сети области.
В 2000-е годы в результате административных преобразований существовавших посёлков городского типа и сёл были образованы новые города (Московский, Старая Купавна, Голицыно, Кубинка и др.).
С 1 июля 2012 года значительная часть территории Московской области, включая три города (Троицк, Московский и Щербинка), была передана в состав т. н. Новой Москвы; вследствие этой передачи территория Московской области уменьшилась на 144 тыс. га, а население — на 230 тыс. чел..
В 2014—2015 годах были объединены соответственно города Королёв и Юбилейный, города Балашиха и Железнодорожный, города Кашира и Ожерелье, города Подольск, Климовск и посёлок городского типа Львовский.